# Emilio De Bono
Emilio De Bono, italijanski maršal, politik in fašist, * 19. marec 1866, Cassano d'Adda, Lombardija, Italija, † 11. januar 1944, Verona, Benečija, Italija.
De Bono se je bojeval v 1. svetovni vojni in pomagal organizirati Fašistično nacionalno partijo. Leta 1943 je sodeloval na fašističnem velikem zboru, ki je vrgel Mussolinija z oblasti. Kasneje so ga zaradi njegove vloge v zboru v Veroni skupaj s Cianom usmrtili pripadniki Mussolinijeve druge vlade, podprte s strani Nemčije.

## Življenje
Bil je vrhovni poveljnik italijanske agresije nad Etiopijo leta 1935. Ko je zasedel Masavo v Eritreji in se približeval Adovi, ga je Mussolini zamenjal z manj preudarnim generalom Badogliom. V nadomestilo je bil 16. novembra 1935 povišan v maršala Italije.
Nasprotoval je vstopu Italije v 2. svetovno vojno. Leta 1942 so ga imenovali za državnega ministra.